# Mont Belvieu, Texas
Mont Belvieu là một thành phố thuộc quận Chambers, tiểu bang Texas, Hoa Kỳ. Năm 2010, dân số của xã này là 3835 người.

## Dân số
- Dân số năm 2000: 2324 người.
- Dân số năm 2010: 3835 người.